# Normale Varietät
In der algebraischen Geometrie, einem Teilgebiet der Mathematik, sind normale Varietäten algebraische Varietäten mit nur milden Singularitäten.
Der Begriff wurde von Oscar Zariski im Zusammenhang mit seiner rein algebraischen, auf kommutativer Algebra beruhenden Grundlegung der algebraischen Geometrie und seinen Arbeiten zur Auflösung von Singularitäten eingeführt.

## Definition
Eine algebraische Varietät {\displaystyle X}, oder allgemeiner ein Schema, ist eine normale Varietät bzw. ein normales Schema, wenn der lokale Ring {\displaystyle {\mathcal {O}}_{x}(X)} jedes Punktes {\displaystyle x\in X} ganzabgeschlossen in seinem Quotientenkörper ist.
(Die Bezeichnung normal erklärt sich daraus, dass man Ringe, die in ihrem Quotientenkörper ganzabgeschlossen sind, ebenfalls normal nennt.)

## Kriterien

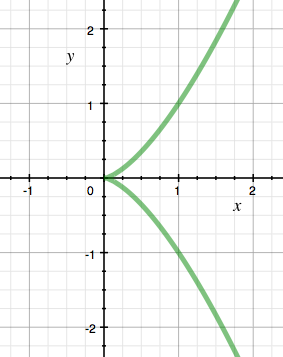
Die Kurve ist nicht normal, denn ist ein endlicher birationaler Morphismus von A^{1} auf die Kurve, der kein Isomorphismus ist.

Die folgenden Kriteria sind äquivalent dazu, dass eine algebraische Varietät {\displaystyle X} normal ist.
- Der Ring der regulären Funktionen {\displaystyle {\mathcal {O}}(X)} ist in seinem Quotientenkörper ganzabgeschlossen.
- Jede endliche birationale Abbildung {\displaystyle f\colon Y\to X} von einer algebraischen Varietät {\displaystyle Y} auf {\displaystyle X} ist ein Isomorphismus.

## Eigenschaften
- Jedes reguläre Schema, d. h. jedes Schema ohne Singularitäten ist normal. Umgekehrt hat eine normale Varietät nur Singularitäten der Kodimension mindestens 2. Insbesondere sind die Singularitäten einer algebraischen Kurve nicht normal.
- Für eine normale Varietät über {\displaystyle \mathbb {C} } ist (in der klassischen Topologie als Teilmenge des {\displaystyle \mathbb {C} ^{n}}) der Link jedes Punktes zusammenhängend, d. h. jeder Punkt hat beliebig kleine Umgebungen {\displaystyle U} so dass {\displaystyle U\setminus \left\{x\right\}} zusammenhängend ist.